# Johann Gottfried von Diesseldorf
Johann Gottfried von Diesseldorf (nazwisko pisane także: Diesseldorff, Dieseldorf, Disteldorf) (ur. 15 listopada 1668 w Gdańsku, zm. 29 lipca 1745 tamże) – gdański uczony, a następnie burmistrz i burgrabia Gdańska.

## Życiorys
Jego ojcem był kupiec Johann von Diesseldorf, a matką Florentyna Holwel, córka Joachima Holwela. Uzyskał gruntowne wykształcenie w Gimnazjum w Toruniu oraz Gdańsku, na uniwersytetach niemieckich (Lipsk, Frankfurt nad Odrą) i niderlandzkich. 1693 doktoryzował się w Lipsku, a następnie wykładał na tamtejszym uniwersytecie. Później został profesorem Gimnazjum Akademickiego w Gdańsku. 2 czerwca 1699 poślubił w Gdańsku Adelgundę (zm. 2 września 1723), córkę burmistrza Johanna Ernsta Schmiedena. Po jej śmierci 17 listopada 1726 ożenił się z Sophie Amalie von Bagge, córką urzędnika z Saksonii-Coburg-Meiningen. 1700 został wybrany ławnikiem, 1707 rajcą, a od 1720 był burmistrzem Gdańska; w latach 1714, 1717, 1722, 1727 1730 i 1740 pełnił ponadto funkcję burgrabiego królewskiego w mieście.